# Pachypleuria trifoliata
Pachypleuria trifoliata là một loài dương xỉ trong họ Davalliaceae. Loài này được Cav. M. Kato mô tả khoa học đầu tiên năm 1985.